# Natalia Gordienco
Natalia Gordienco (en ucraniano: Наталя Гордієнко, Chișinău, Unión Soviética ; 11 de diciembre de 1987) es una cantante y bailarina profesional moldava de origen ucraniano. Ha representado a Moldavia en Festival de la Canción de Eurovisión en 2006 y 2021, iba a representar al país en 2020, pero este se canceló.

## Biografía
Natalia nació el 11 de diciembre de 1987 en Chișinău, en el seno de una familia de arquitectos ucranianos refugiados en la República Socialista Soviética de Moldavia. Asistió a la escuela secundaria, donde formó parte del coro escolar,  obteniendo una especialización en matemáticas y química.
Estudió en una escuela de música y danzas donde se graduó en estudios de piano y baile profesional. A la edad de 15 años ya había participado en diversos concursos de canto ganando tres nacionales y seis internacionales.

## Carrera profesional
Desde 2005 ha sido vocalista de la banda de pop moldavo del Milenio. En 2005 en la selección para Calea Victoriei, Natalia llevó a del Milenio a obtener en tercer lugar de la competencia; en ese mismo año, Natalia Gordienko y del Milenio fueron invitados a participar en el festival Cerbul de Aur, en Brașov, Rumanía.
En mayo de 2006, en el marco del Festival de la Canción de Eurovisión 2006, interpretó junto al cantante Arsenie Todiraș (ex O-Zone) la canción «Loca» en representación de Moldavia consiguiendo el puesto número 20. Catorce años después, Gordienco venció la preselección O melodie pentru Europa, por lo que volvería a representar a Moldavia en el Festival de Eurovisión 2020, esta vez en solitario, con el tema "Prison". Sin embargo, el festival fue cancelado debido a la pandemia de COVID-19, por lo que la televisión moldava anunció que Natalia volvería a ser la representante del país en el Festival de la Canción de Eurovisión 2021, que se celebraría el 18, 20 y 22 de mayo, también en Róterdam, esta vez con la canción «Sugar», logrando la posición 13.ª en la Gran Final.

### Concursos
A lo largo de su carrera profesional, Natalia ha participado en diversos concursos y ha ganado numerosos premios:
- Concurso nacional - La canción en la emisora estatal Radio Moldova en 2003 - 2.º lugar.
- Concurso nacional - La estrella de Chisináu en 2003 - 1.er lugar.
- Concurso nacional - La estrella de Adolescente en 2004 - 2.º lugar.
- Concurso internacional - Festival de Sebastopol-Ialta en Ucrania en 2004 - 1.er lugar
- Concurso internacional - Juegos Delfice en Rumania en 2004 - 1.er lugar
- Concurso internacional - Estrellas del arcoíris en Jūrmala, Letonia en 2004 - 3.er lugar
- Festival de Eurovisión - en 2006, 20.º lugar
- New Wave - festival en Lituania en 2007 - 1.er lugar
- Festival de Eurovisión - en 2020 (cancelado)
- Festival de Eurovisión - en 2021, 13.er lugar.